# Chim xúc cá châu Phi
Chim xúc châu Phi (danh pháp hai phần: Rynchops flavirostris) là một loài chim thuộc họ Xúc cá. Loài chim này sinh sống ở dọc theo sông, hồ và đầm phá ở châu Phi cận Sahara.